# Alpine Ski-Juniorenweltmeisterschaften 2008
Die 27. Alpinen Ski-Juniorenweltmeisterschaften fanden vom 22. Februar bis 1. März 2008 in Formigal in der spanischen Provinz Huesca statt.

## Männer

### Abfahrt
| Platz | Land | Sportler          | Zeit (min) |
| ----- | ---- | ----------------- | ---------- |
| 1     | ITA  | Hagen Patscheider | 1:45,31    |
| 2     | NOR  | Eian Sandvik      | 1:45,32    |
| 3     | SUI  | Jonas Fravi       | 1:45,59    |
| 4     | SWE  | Matts Olsson      | 1:45,72    |
| 4     | USA  | Travis Ganong     | 1:45,72    |
| 6     | ITA  | Paolo Pangrazzi   | 1:45,75    |

Datum: 26. Februar

### Super-G
| Platz | Land | Sportler          | Zeit (min) |
| ----- | ---- | ----------------- | ---------- |
| 1     | GER  | Andreas Sander    | 1:21,02    |
| 2     | AUT  | Matthias Mayer    | 1:21,14    |
| 3     | AUT  | Björn Sieber      | 1:21,18    |
| 4     | AUT  | Marco Fuchs       | 1:21,27    |
| 5     | ITA  | Hagen Patscheider | 1:21,61    |
| 6     | SLO  | Boštjan Kline     | 1:21,65    |

Datum: 28. Februar

### Riesenslalom
| Platz | Land | Sportler        | Zeit (min) |
| ----- | ---- | --------------- | ---------- |
| 1     | AUT  | Marcel Hirscher | 1:57,00    |
| 2     | NOR  | Markus Nilsen   | 1:57,33    |
| 3     | SWE  | Matts Olsson    | 1:58,19    |
| 4     | USA  | Tommy Ford      | 1:58,24    |
| 5     | ITA  | Dominik Paris   | 1:58,44    |
| 6     | FRA  | Norman Blanc    | 1:58,71    |

Datum: 29. Februar

### Slalom
| Platz | Land | Sportler            | Zeit (min) |
| ----- | ---- | ------------------- | ---------- |
| 1     | AUT  | Marcel Hirscher     | 1:29,68    |
| 2     | ITA  | Jacopo Di Ronco     | 1:30,61    |
| 3     | NOR  | Kristian Haug       | 1:30,83    |
| 3     | JPN  | Tomoya Ishii        | 1:30,83    |
| 5     | USA  | Andrew Phillips     | 1:30,91    |
| 6     | NOR  | Jonathan Nordbotten | 1:31,27    |

Datum: 27. Februar

### Kombination
| Platz | Land | Sportler            | Punkte |
| ----- | ---- | ------------------- | ------ |
| 1     | SWE  | Matts Olsson        | 28,63  |
| 2     | NOR  | Kristian Haug       | 32,65  |
| 3     | ITA  | Hagen Patscheider   | 36,90  |
| 4     | ITA  | Paolo Pangrazzi     | 39,58  |
| 5     | NOR  | Jonathan Nordbotten | 62,84  |
| 6     | GER  | Andreas Sander      | 68,32  |

Datum: 29. Februar
Die Kombination besteht aus der Addition der Ergebnisse aus Abfahrt, Riesenslalom und Slalom.

## Frauen

### Abfahrt
| Platz | Land | Sportlerin          | Zeit (min) |
| ----- | ---- | ------------------- | ---------- |
| 1     | SLO  | Ilka Štuhec         | 1:50,13    |
| 2     | SUI  | Lara Gut            | 1:50,73    |
| 3     | GER  | Viktoria Rebensburg | 1:51,17    |
| 4     | AUT  | Anna Fenninger      | 1:51,38    |
| 5     | ROM  | Edit Miklós         | 1:51,73    |
| 6     | GER  | Isabelle Stiepel    | 1:52,08    |

Datum: 26. Februar

### Super-G
| Platz | Land | Sportlerin          | Zeit (min) |
| ----- | ---- | ------------------- | ---------- |
| 1     | GER  | Viktoria Rebensburg | 1:40,19    |
| 2     | AUT  | Anna Fenninger      | 1:40,97    |
| 3     | AUT  | Stefanie Moser      | 1:41,65    |
| 4     | SUI  | Lara Gut            | 1:41,77    |
| 5     | GER  | Lisa-Marie Walz     | 1:41,91    |
| 6     | SLO  | Maruša Ferk         | 1:42,27    |

Datum: 23. Februar

### Riesenslalom
| Platz | Land | Sportlerin          | Zeit (min) |
| ----- | ---- | ------------------- | ---------- |
| 1     | AUT  | Anna Fenninger      | 1:42,50    |
| 2     | GER  | Viktoria Rebensburg | 1:42,83    |
| 3     | FRA  | Tessa Worley        | 1:42,86    |
| 4     | SWE  | Veronica Smedh      | 1:43,09    |
| 5     | AUT  | Eva-Maria Brem      | 1:43,13    |
| 6     | SLO  | Ilka Štuhec         | 1:43,29    |

Datum: 29. Februar

### Slalom
| Platz | Land | Sportlerin        | Zeit (min) |
| ----- | ---- | ----------------- | ---------- |
| 1     | AUT  | Bernadette Schild | 1:33,85    |
| 2     | SUI  | Célina Hangl      | 1:34,76    |
| 3     | FRA  | Nastasia Noens    | 1:35,14    |
| 4     | SLO  | Maruša Ferk       | 1:35,81    |
| 5     | SWE  | Veronica Smedh    | 1:36,02    |
| 6     | SVK  | Jana Gantnerová   | 1:36,07    |

Datum: 28. Februar

### Kombination
| Platz | Land | Sportler       | Punkte |
| ----- | ---- | -------------- | ------ |
| 1     | AUT  | Anna Fenninger | 030,20 |
| 2     | CAN  | Larisa Yurkiw  | 077,62 |
| 3     | AUT  | Eva-Maria Brem | 079,43 |
| 4     | GER  | Monica Hübner  | 097,43 |
| 5     | USA  | Kiley Staples  | 101,16 |
| 6     | AUT  | Michaela Nösig | 104,37 |

Datum: 29. Februar
Die Kombination besteht aus der Addition der Ergebnisse aus Abfahrt, Riesenslalom und Slalom.

## Medaillenspiegel
| Platz | Land        | Gold | Silber | Bronze | Gesamt |
| ----- | ----------- | ---- | ------ | ------ | ------ |
| 1     | Österreich  | 5    | 2      | 3      | 10     |
| 2     | Deutschland | 2    | 1      | 1      | 4      |
| 3     | Italien     | 1    | 1      | 1      | 3      |
| 3     | Schweden    | 1    | 1      | 1      | 3      |
| 5     | Slowenien   | 1    | –      | –      | 1      |
| 6     | Norwegen    | –    | 2      | 1      | 3      |
|       | Schweiz     | –    | 2      | 1      | 3      |
| 8     | Kanada      | –    | 1      | –      | 1      |
| 9     | Frankreich  | –    | –      | 2      | 2      |
| 10    | Japan       | –    | –      | 1      | 1      |